# Antonie Jacobus Ackerman
Antonie Jacobus Ackerman (Rotterdam, 2 april 1836 – Den Haag, 22 april 1914) was een Nederlands pianist en componist.
Hij was zoon van broodbakker Arnoldus Ackerman (geboren in Gelderen bij Kleef) en naaister Joanna Adelheidis Wilhelmina Virgendonk. Hij trouwde in 1863 met Helena Maria Karrewij. Zoon Anton Johan Leonard Ackerman werd violist. Hij werd begraven op Oud Eik en Duinen. Op de dag van zijn begrafenis was het conservatorium ter ere van hem een dag gesloten.
Hij kreeg zijn muzikale opleiding aan de koninklijke muziekschool van Friedrich Johann Xavier Wirtz (piano), Willem Nicolaï (piano en orgel) en Johann Lübeck (harmonieleer, compositieleer). Vanaf 1865 was hij docent aan eerder genoemde muziekschool, hij bleef er 40 jaar werken en vroeg per 1 september 1905 ontslag aan. Hij bleef wel werken voor de instantie, maar dan als bibliothecaris. Vanaf ongeveer 1886 was hij langdurig secretaris van de Nederlandse Toonkunstenaarsvereniging, in 1912 zijn zilveren jubileum vierend.
Leerlingen van hem zijn Constant van de Wall en Hendricus Aloysius Petrus de Waart.
Van zijn hand verscheen een aantal composities:
- opus 2: Zwei Lieder ohne Worte voor piano opgedragen aan Nicolaï
- opus 3: Feestwals voor piano, voor commissie van Paleis voor Volksvlijt (werd gerecenseerd door Richard Hol)
- opus 4: Am See voor piano
- opus 6: Meilied (1867); bij uitgifte belangwekkend werk, in 1941 nog uitgevoerd, maar kreeg het stempel “volkomen verouderd”
- opus 7: Nieuw psalmwijze
- opus 8: Jubelmarsch (1880, voor piano) voor Caeciliafeest in Den Haag
- opus 9: Drie liederen
- opus 10: Gavotte voor piano
- opus 11: Deux feuilles d’album pour piano
- opus 12: Zestien pianostukken (vierhandig) (1884)
- opus 14: Ave verum, voor een zangstem, opgedragen aan Henri Viotta
- opus 15: Ave Maria

- Virtual International Authority File: 66866226